# Hormetica kemneri
Hormetica kemneri es una especie de insecto blatodeo de la familia Blaberidae, subfamilia Blaberinae.

## Distribución geográfica
Se pueden encontrar en Suecia como especie adventicia.